# 唱鸿声
唱鸿声（1926年—？），直隶（今河北）昌黎人，中华人民共和国政治人物、外交官。

## 生平
1950年，毕业于南开大学经济系。同年赴匈牙利厄特活什大学学习。1956年加入中国共产党。后进入外交部，历任驻匈牙利大使馆随员、外交部苏联东欧司科员、驻匈牙利大使馆三等秘书、驻奥地利大使馆一等秘书、驻芬兰大使馆参赞。1985年，接替庄焰，担任中华人民共和国驻希腊大使。1988年，由祝幼琬接任。